# Metacatharsius modestus
Metacatharsius modestus är en skalbaggsart som beskrevs av Vladimir Balthasar 1965. Metacatharsius modestus ingår i släktet Metacatharsius och familjen bladhorningar. Inga underarter finns listade i Catalogue of Life.